# Куусюси
«Куусюси» (фин. Kuusysi) — финский футбольный клуб из города Лахти. Основан в 1934 году. В ноябре 1996 года в результате объединения «Куусюси» с клубом «Рейпас» был образован ФК «Лахти».
Основан в 1934 году под названием «Лахти Палло-Михет», в 1964—1968 годах назывался «Упон Палло», с 1969 года — «Лахти-69», или, по-фински, «Куусюси».
Наиболее успешный период в истории клуба — 1980-е годы. В это время команду тренировал Кейо Воутилайнен, ряд игроков играли в сборной Финляндии. В сезоне 1985/1986 клуб дошёл до четвертьфинала Кубка европейских чемпионов, сенсационно выбив в 1/8 финала ленинградский «Зенит».
В высшем финском дивизионе «Куусюси» играл в сезонах 1965, 1967—1974, 1982—1995. Чемпион Финляндии (1982, 1984, 1986, 1989, 1991), вице-чемпион (1987, 1988, 1990, 1992), обладатель кубка Финляндии (1983, 1987).
В сезоне 1997 года место «Куусюси» в лиге Юккёнен получил новообразованный клуб «Лахти», в лиге Какконен стала играть его резервная команда «Палло Лахти». «Куусюси» стал функционировать на детско-юношеском уровне, продолжила существовать женская команда.
После окончания сезона 2006 года команда «Сити Старс» из Лахти стала частью структуры спортклуба «Куусюси». В 2011 году «Куусюси» снова сформировал футбольную команду, которая заняла место «Сити Старс» в лиге Какконен. Именуясь также как «Лахти Академия» и выступая в качестве молодёжной команды ФК «Лахти», по итогам сезона 2017 года она вылетела в четвёртый по силе дивизион.